# Port lotniczy Dr. Luis Maria Argana
Port lotniczy Dr. Luis Maria Argaña (IATA: ESG, ICAO: SGME) – jeden z paragwajskich portów lotniczych, zlokalizowany w mieście Mariscal Estigarribia. Obsługuje głównie połączenia krajowe.